# Automolis rubripuncta
Automolis rubripuncta là một loài bướm đêm thuộc phân họ Arctiinae, họ Erebidae.